# Compilation (jeu vidéo)
Pour les articles homonymes, voir Compilation.
En jeu vidéo, une compilation est un ensemble de jeux vendus conjointement. Ce type d'offre groupée peut accompagner diverses promotions commerciales telles que la vente de matériel vidéoludique (ex. : consoles de jeu) ou de magazines (disque compact offert avec un numéro).

## Description

### Appellations
Les éditeurs commercialisent les compilations sous des appellations diverses, comme : Anthology, Best Of, Collection, Collector's Edition, Deluxe, Édition limitée, Gold, Greatest Hits, etc. Ces termes ne présagent en rien du contenu de la compilation.
Certaines dénominations sont cependant plus précises.
- Humble Bundle : vente pendant une période limitée de jeux vidéo à un prix déterminé par l'acheteur ; une partie des revenus revient généralement à des organisations caritatives.
- Namco Museum : série de compilations vidéoludiques commercialisées par Namco à partir de 1995.
- Game and Watch Gallery : série de compilations de jeux Game and Watch.

### Contenus
Les contenus des compilations sont très variés : ensemble de titres divers, épisodes d'une même série, titres accompagnés d'extensions, ajout d'exclusivités ou de bonus, voire travaux réalisés par une communauté de fans ; les titres regroupés peuvent parfois avoir été commercialisés de nombreuses années auparavant. Les compilations peuvent aussi différer en fonction des plateformes ou des pays,.
Réaliser une compilation peut demander des développements complémentaires pour assurer une bonne compatibilité avec le matériel récent ou se conformer à l'évolution des gouts des joueurs ; il peut donc s'agir :
- d'obtenir des licences d'exploitations, ce qui est parfois difficile à cause de l'historique de certaines sociétés[4] ;
- de s'assurer de la portabilité des jeux sur les systèmes modernes ;
- de patcher les jeux avec les dernières versions officielles des correctifs ;
- de moderniser l'aspect technique du jeu (réorchestration des pistes audio[2], remastérisation en haute définition[5], passage au format 16/9[6], etc.) ;
- voire de se faire noter par les organismes chargées d'évaluer à quels publics sont conseillés les jeux vidéo[7].

## Aspects commerciaux
Indépendamment du secteur considéré, proposer une offre groupée revient à vendre un ensemble de produits à un prix généralement inférieur à la somme des prix des produits vendus individuellement (ce système se distingue de la vente liée, où l'ensemble vendu peut contenir des produits qui ne se trouvent pas individuellement dans le commerce).
Pour étudier les résultats financiers de cette stratégie, Timothy Derdenger et Vineet Kumar (université Carnegie-Mellon) ont réalisé une étude des ventes de Game Boy Advance et de Game Boy Advance SP groupées avec des titres destinés à ces plateformes entre 2001 et 2005, c'est-à-dire à une époque où ces consoles ne connaissaient pas de concurrents (PlayStation Portable par exemple). Leurs conclusions montrent que :
- si les produits vendus groupés sont aussi disponibles séparément, les ventes augmentent fortement (100 000 consoles supplémentaires vendues, et presque plus d'un million de jeux supplémentaires vendus) ;
- si les produits vendus groupés sont indisponibles séparément, les ventes diminuent d'environ 20 %[8].

Les ventes des compilations peuvent se révéler impressionnantes : ainsi, en 2013, la compilation Angry Birds Trilogy dépasse le million d'exemplaires vendus ; la même année, Eurogamer signale que le Humble Origin Bundle a déjà rapporté 8,7 millions de dollars cinq jours avant la fin de l'opération. De plus, l'intégration d'un jeu dans une compilation peut aussi contribuer à son succès : ainsi, en 2012, Gamekult reprend quelques informations concernant Amnesia: The Dark Descent en disant que « les développeurs expliquent que le jeu s'est écoulé à 1,36 million d'unités au total, 710.000 exemplaires sans les bundles et aux alentours d'un million d'unités sans compter les doubles ventes liées aux packs ».